# Knowledge Musona
Knowledge Musona, est un footballeur international zimbabwéen, né le 21 juin 1990 à Norton au Zimbabwe. Il évolue actuellement au poste de milieu offensif à Al Riyad SC en Arabie saoudite.

## Biographie
Knowledge Musona est originaire de Norton, Mashonaland West et a fréquenté l'école secondaire Lord Malvern à Harare. Son jeune frère Walter Musona est également footballeur professionnel. 

### Carrière en club
Il fait ses débuts avec Hoffenheim en tant que remplaçant contre le VfL Wolfsburg lors d'une victoire 3-1 le 17 septembre 2011. Puis, il marque son premier but lors d'une victoire 2-1 en DFB Pokal contre le FC Cologne le 25 octobre. Le 18 mai 2012, il a été annoncé que Musona rejoindrait l'équipe de Bundesliga d' Augsbourg pour un prêt d'un an pour la saison à venir. 
En juillet 2013, il a quitté l'Allemagne pour retourner dans son ancien club sud-africain, les Kaizer Chiefs, dans le cadre d'un contrat de prêt. Il a marqué huit buts en 19 matches de Ligue sud-africaine, dont un but vital contre Black Leopards qui a envoyé les Kaizer Chiefs dans les 16 derniers de la Nedbank Cup. Musona a réussi un tour du chapeau lors d'une victoire 3-0 au premier tour et retour de la Ligue des champions de la CAF contre la Liga Muculmana à Maputo le 6 mars, passant au tour suivant de la compétition sur un score total de 7-0 après avoir remporté 4 –0 au stade Moses Mabhida. Musona a subi une entorse de la cheville lors d'une victoire 2-0 sur l'AS Vita Club de laLigue des champions de la CAF le 29 mars 2014 où ils ont perdu 3-2 au total. Musona a terminé la saison avec 16 buts en 25 départs toutes compétitions confondues. Il a attiré l'intérêt des clubs en Belgique, en Allemagne et à Roda des Pays-Bas. Le 5 août, Musona a commencé à s'entraîner avec le club de La Liga, Grenade. 
Le 18 décembre 2014, Musona a signé pour le club belge d'Ostende, à compter du 1er janvier 2015, le joueur signant un contrat de deux ans et demi pour un montant non divulgué. Son agent Paschalis Tountouris a déclaré que ce déménagement était l'étape idéale pour relancer sa carrière. Il a rejoint le milieu de terrain des Bafana Bafana Andile Jali au club belge. Il a fait ses débuts en Pro League belge le 17 janvier 2015 lors d'une défaite 7-1 à domicile contre le KV Kortrijk. Il a été remplacé à la 67e minute, remplacé par Fernando Canesin. Il a marqué son premier but compétitif pour le club le 21 février 2015 lors d'une défaite à domicile 3-1 contreCharleroi en championnat. Son but, aidé par Elimane Coulibaly, a été inscrit à la 77e minute. 
En mai 2018, Musona a rejoint le RSC Anderlecht, signant un contrat de quatre ans. Ceci est venu après l'intérêt signalé d'un autre côté belge, le Standard de Liège. Il a fait ses débuts en championnat pour le club le premier jour de la saison, remplaçant Landry Dimata à la 86e minute de la victoire 4-1 d'Anderlecht à l'extérieur sur le KV Courtrai. Il a marqué son premier but compétitif pour le club le 26 août 2018 lors d'une défaite 2-1 à l'extérieur contre le Club de Bruges. Son but, aidé par Ivan Santini, a été inscrit à la 19e minute et a égalisé les scores à un. 
En janvier 2019, Musona a été prêté à Lokeren jusqu'à la fin de la saison 2018-19. Il a fait ses débuts en championnat pour le club le 19 janvier 2019, jouant les quatre-vingt-dix minutes d'une défaite 4-1 à l'extérieur contre Eupen. Il a marqué son premier but en championnat pour le club le 9 février 2019 lors d'une victoire à domicile 2-1 contre le Royal Antwerp. Son but, aidé de Marko Mirić, a été inscrit à la 32e minute.

### Carrière internationale
Il a fait ses débuts en équipe nationale lors d'un match amical contre l'Afrique du Sud le 3 mars 2010. Il est souvent considéré comme l'un des meilleurs attaquants jamais sortis du Zimbabwe. Il a marqué un but aveugle contre la Tunisie à la CAN 2017, battant deux défenseurs et fracassant le ballon au-delà du gardien de but. Ses buts ont également aidé le club belge du KV Oostende. Le 11 juin 2017, il a réussi un tour du chapeau pour rejoindre d'autres héros du tour du chapeau du Zimbabwe comme les légendaires Peter Ndlovu et Vitalis Takawira.

## Palmarès
- Kaizer Chiefs
  - Vainqueur de la Telkom Knockout Cup[1] en 2010.